# Abancourt (Nord)
Abancourt – miejscowość i gmina we Francji, w regionie Hauts-de-France, w departamencie Nord. Jej burmistrzem jest Françoise Laine.
Według danych na rok 1990 gminę zamieszkiwały 413 osoby, a gęstość zaludnienia wynosiła 73 osób/km² (wśród 1549 gmin regionu Nord-Pas-de-Calais Abancourt plasuje się na 843. miejscu pod względem liczby ludności, natomiast pod względem powierzchni na miejscu 624.).